# Železniční nehoda v Khanně
Železniční nehoda v Khanně se udála 26. listopadu 1998 poblíž vesnice Kauri ležící cca 4 km severovýchodně od města Khanna v severoindickém státě Paňdžáb. Projíždějící rychlík jedoucí z Dillí se srazil se třemi vykolejenými vagóny, které se uvolnily z protijedoucího osobního vlaku a zasáhly do sousední koleje. Celkem z protijedoucího vlaku vykolejilo devět vagónů. Neštěstí si vyžádalo 212 mrtvých. Primární příčinou vykolejení devíti vagonů protijedoucího osobního vlaku byla závada na kolejnici.